# Rosetta (filme)
Rosetta (bra/prt: Rosetta) é um filme de drama franco-belga de 1999 dirigido e escrito por Jean-Pierre Dardenne e Luc Dardenne.
Foi selecionado como representante da Bélgica à edição do Oscar 2000, organizada pela Academia de Artes e Ciências Cinematográficas.[carece de fontes?]

## Prêmios e indicações
- Festival de Cannes

Melhor filme (venceu)
Melhor interpretação feminina (venceu)

## Elenco
- Émilie Dequenne - Rosetta
- Fabrizio Rongione - Riquet
- Anne Yernaux - mãe
- Olivier Gourmet - chefe
- Bernard Marbaix
- Thomas Gollas - namorado da mãe